# てれまさ
『てれまさ』は、NHK仙台放送局で放送している平日夕方の宮城県向けの『NHKニュース』の報道・地域情報番組。かつては平日17時台に情報番組枠を放送していた。現在のマスコットキャラクターはNHK仙台放送局のマスコットキャラクターでもある「やっぺぇ」。現在の番組テーマ曲は不明である。

## 番組概要
1990年代後半からNHK仙台放送局では、東北ブロックネットの『ゆうYOU東北』としてスタート。その後ローカル枠となるが、17時台のブロックネットは18時前の気象情報で復活となった（2007年4月から2008年3月までは17:10 - 17:15に東北地方のニュースを放送していた）。番組のタイトル『てれまさ』は、テレビと伊達政宗のかばん語。

## 放送時間
- 平日 18:10 - 19:00（祝日を除く）
  - 祝日・年末年始は18:45 - 18:59（年末年始は18:50 - 19:00）に「ニュース・気象情報（東北地方）」を放送する（秋田局を除く）。また、春の大型連休期間、お盆期間などは特別編成に伴い短縮放送の場合あり。
  - 2024年1月16日は、18:42頃緊急地震速報が石川県に出され、東京から緊急報道（全国）を伝えるため、18:43放送打ち切りとなった。

## 沿革

### 2003年度 - 2005年度
- 2003年3月31日に番組開始。当初は平日17:05 - 19:00の放送。17時台を『てれまさむねGo!Go!』、18時台を『てれまさむねTODAY』として放送した。2004年度からは17時のニュース枠の拡大に伴い、放送時間を平日17:10 - 19:00に変更。タイトルCG・ロゴも変更。

### 2006年度
- 17時台前半を東京発の『ゆうどきネットワーク』のネットに切り替え、放送時間は平日 17:30 - 19:00に変更。17時台と18時台を『てれまさむね』として1つの番組に統合。開始当初からのテーマ曲を一新するほか、タイトルCG・ロゴも変更。

### 2007年度
- 17時台を全面『ゆうどきネットワーク』のネットとし、18時台のみの放送となった。テーマ曲・タイトルCG・ロゴは全面変更。

### 2010年度
- テーマ曲・タイトルCG・ロゴを全面変更。タイトルに『NHKニュース』の冠が付く。

### 2011年度
- 2011年3月11日に発生した東北地方太平洋沖地震（東日本大震災）に伴い、同日からは番組を休止した。NHKの夕方の地域ニュースが再開した4月4日以降も東北地方では東日本大震災関連のニュースを18:30から放送。5月11日からは『てれまさむね』をはじめとする各地域で夕方のニュースを再開したが、この日から約1か月間は18:30からの29分間しか放送されなかったが、この日から約1ヵ月後の6月13日からは原則として通常編成に戻っている。また、この年の10月3日からはテーマ曲のうちオープニングのみ変わったが半年間しか使用されなかった。

### 2012年度
- テーマ曲・タイトルCG・ロゴを全面変更。また、2年間使われた『NHKニュース』の冠がタイトルから外れた。

### 2017年度
- 2018年2月5日より新放送会館移転に伴い、スタジオセットを全面変更。これまでの立席形式から「あっぷるワイド」や「ニュースほっと関西」などと同様着席形式に変更。

### 2018年度
- タイトルCG・ロゴを変更。

### 2019年度
- 「ニュースほっと関西」・「かがのとイブニング」と同時にニュースリーダー（真下以外の仙台局アナウンサーが担当）を設定（「首都圏ネットワーク」では2015年度より）。

### 2020年度
- テーマ曲・タイトルCG・ロゴ・キャスターを全面変更。また時刻表示が通常フォントからまるっと!や首都圏ネットワークなどと同様カスタムフォントに変更。

### 2021年度
- 2021年7月12日から9月3日まで東京オリンピック・パラリンピック関連の特別編成により放送休止。これだけ長期間放送を休止したのは2011年3月の東日本大震災直後以来。また、同年12月10日には『とくばん!てれまさむね〜年末!?スペシャル〜』と題し、18:10 - 19:57に枠拡大[1]して放送され、放送後にNHKプラスでの全国向け見逃し配信を行った。

### 2022年度
- 2022年4月4日放送分から放送常時同時配信・見逃し番組配信サービス「NHKプラス」で、番組全編の見逃し配信を開始した[2]。

### 2023年度
- タイトルが『てれまさむね』から『てれまさ』に変更された[3]。それに合わせ、スタジオセットも一新される。

### 2025年度
- テーマ曲・タイトルCG・ロゴ・テロップ・一部出演者・スタジオセットを一新。
- またこの年から杜のスタジオからの放送となる。

## 現在の主なコーナー
月曜日 - 金曜日
- 宮城県のニュース
- 篠原さんとやっぺぇの気象情報

気象予報士の篠原正と仙台局キャラクターのやっぺぇが伝える。
- スポまさむね（県内のスポーツ情報、冬季期間は金曜日のみ放送）

月曜日
- スポまさむね（県内のスポーツ情報）
- 大好き♡東北

東北各地の知られざる穴場を発掘し、その情報を各地のレポーター（アナウンサー）が紹介するコーナー。
火曜日
- 健康いちばん

健康や医療に役立つ情報を紹介するコーナー。
- みやぎNostalgie

現在の放送会館ができた1961年以降のニュースや出来事を10回シリーズで振り返るコーナー。
- あの日を胸に

東日本大震災の被災者に、「『あの日』なにが起きたのか」を教訓としての取り組みを伝えるコーナー。
水曜日
- みやぎびと

高い技術や驚く特技を持っている人を紹介するコーナー。
木曜日
- なままさむね

県内各地の旬な話題を中継でリポートするコーナー。
金曜日
- おでかけキャッチ!

週末を中心としたおでかけイベント情報を伝えるコーナー。

## 出演者
| 期間      | 期間      | 17時台前半（Go!Go!） | 17時台前半（Go!Go!）           | 17時台後半（2005年度まではGo!Go!） | 17時台後半（2005年度まではGo!Go!） | 18時台（2005年度まではTODAY） | 18時台（2005年度まではTODAY） | 18時台（2005年度まではTODAY） | 18時台（2005年度まではTODAY） | 気象情報                       |
| 期間      | 期間      | キャスター           | キャスター                     | キャスター                         | キャスター                         | キャスター                    | キャスター                    | 中継                          | スポーツ                      | 気象情報                       |
| 期間      | 期間      | 男性                 | 女性                           | 男性                               | 女性                               | 男性                          | 女性                          | 中継                          | スポーツ                      | 気象情報                       |
| --------- | --------- | -------------------- | ------------------------------ | ---------------------------------- | ---------------------------------- | ----------------------------- | ----------------------------- | ----------------------------- | ----------------------------- | ------------------------------ |
| 2003.3.31 | 2006.3.31 | 久保田茂             | 北郷三穂子 高橋久美子 酒井紀子 | （同左）                           | （同左）                           | 滑川和男                      | 志賀留美子                    | 大友典子                      | 藤原由佳                      | 西岡由美子 永井友理 厚木富美子 |
| 2006.4.3  | 2007.3.30 | （放送なし1）        | （放送なし1）                  | 久保田茂                           | 北郷三穂子 高橋久美子 酒井紀子     | 坂本朋彦                      | 志賀留美子 一柳亜矢子         | 高橋久美子 永井紀子 杉山藍    | 藤原由佳                      | 西岡由美子 永井友理 鈴木智恵   |
| 2007.4.2  | 2008.3.28 | （放送なし1）        | （放送なし1）                  | （放送なし1）                      | （放送なし1）                      | 坂本朋彦                      | 志賀留美子 一柳亜矢子         | 高橋久美子 永井紀子 杉山藍    | 藤原由佳                      | 西岡由美子 永井友理 鈴木智恵   |
| 2008.3.31 | 2009.3.27 | （放送なし1）        | （放送なし1）                  | （放送なし1）                      | （放送なし1）                      | 坂本朋彦                      | 角宮英里 横山亜紀子           | 遠藤育美 武田望               | 藤原由佳                      | 永井友理 鈴木智恵              |
| 2009.3.30 | 2010.3.26 | （放送なし1）        | （放送なし1）                  | （放送なし1）                      | （放送なし1）                      | 坂本朋彦                      | 横山亜紀子 菊池歩             | 遠藤育美 武田望               | 藤原由佳                      | 篠原正 勝又幸恵                |
| 2010.3.29 | 2012.3.30 | （放送なし1）        | （放送なし1）                  | （放送なし1）                      | （放送なし1）                      | 谷地健吾                      | 菊池歩 村田美紀               | 遠藤育美                      | 鈴木美貴子                    | 篠原正 高津八千世              |
| 2012.4.2  | 2013.3.29 | （放送なし1）        | （放送なし1）                  | （放送なし1）                      | （放送なし1）                      | 畠山智之                      | （右の4人が週交代で担当）     | 遠藤育美 吉田晴香 渡辺友美    | 鈴木美貴子                    | 篠原正                         |
| 2013.4.1  | 2014.3.28 | （放送なし2）        | （放送なし2）                  | （放送なし2）                      | （放送なし2）                      | 畠山智之                      | 舟倉薫                        | 遠藤育美 吉田晴香             | 藤原由佳 高橋聡未             | 篠原正                         |
| 2014.3.31 | 2015.3.27 | （放送なし2）        | （放送なし2）                  | （放送なし2）                      | （放送なし2）                      | 平野哲史                      | 舟倉薫                        | 遠藤育美 吉田晴香             | 藤原由佳 高橋聡未             | 篠原正                         |
| 2015.3.30 | 2016.4.1  | （放送なし3）        | （放送なし3）                  | （放送なし3）                      | （放送なし3）                      | 平野哲史                      | 舟倉薫                        | 遠藤育美 吉田晴香             | 藤原由佳 高橋聡未             | 篠原正                         |
| 2016.4.4  | 2017.3.31 | （放送なし3）        | （放送なし3）                  | （放送なし3）                      | （放送なし3）                      | 中山準之助                    | 舟倉薫                        | 吉田晴香 有田早紀             | 藤原由佳 村田奈央             | 関口元朝                       |
| 2017.4.3  | 2018.3.30 | （放送なし3）        | （放送なし3）                  | （放送なし3）                      | （放送なし3）                      | 中山準之助                    | 伊藤友見                      | 吉田晴香 松井佐祐里           | 藤原由佳 村田奈央             | 関口元朝                       |
| 2018.4.2  | 2020.3.27 | （放送なし3）        | （放送なし3）                  | （放送なし3）                      | （放送なし3）                      | 真下貴                        | 伊藤友見 松井佐祐里           | 中條奈菜花 猪股真衣 半澤実穂  | 藤原由佳 島影咲織             | 吉田晴香                       |
| 2020.3.30 | 2021.3.26 | （放送なし3）        | （放送なし3）                  | （放送なし3）                      | （放送なし3）                      | 打越裕樹                      | 岩間瞳                        | 岩間瞳 内藤美穂               | 藤原由佳 島影咲織             | 篠原正                         |
| 2021.3.29 | 2022.4.1  | （放送なし4）        | （放送なし4）                  | （放送なし4）                      | （放送なし4）                      | 岩野吉樹                      | 岩間瞳                        | 岩間瞳 佐々木成美             | 藤原由佳 島影咲織             | 篠原正                         |
| 2022.4.4  | 2024.3.29 | （放送なし5）        | （放送なし5）                  | （放送なし5）                      | （放送なし5）                      | 岩野吉樹                      | 岩間瞳                        | 岩間瞳 佐々木成美             | 藤原由佳 島影咲織             | 篠原正                         |
| 2024.4.1  | 2025.3.28 | （放送なし6）        | （放送なし6）                  | （放送なし6）                      | （放送なし6）                      | 岩野吉樹                      | 岩間瞳                        | 野田奈那                      | 藤原由佳 佐々木成美           | 篠原正                         |
| 2025.3.31 | 現在      | （放送なし6）        | （放送なし6）                  | （放送なし6）                      | （放送なし6）                      | 宮﨑慶太                      | 菅原智郁 武田実紗             | 野田奈那                      | 藤原由佳 佐々木成美           | 篠原正                         |

- 1 ゆうどきネットワークをネット。
- 2 ゆうどき（月曜 - 木曜）・ゆうどき 関西発（金曜）をネット。
- 3 ニュース シブ5時をネット。
- 4 ニュース シブ5時（月曜 - 木曜）・ニュース きん5時（金曜）をネット。
- 5 ニュースLIVE! ゆう5時（月曜 - 木曜）・ニュース きん5時（金曜）をネット。
- 6 午後LIVE ニュースーンをネット。